# Sikisi
Sikisi (japánul: 式子, Hepburn-átírással: Shikishi), ejtésváltozat: Sokusi (? – 1201. március 1.), Heian-kori japán költőnő.
Go-Sirakava császár harmadik leánya volt, ezért Sikisi Naisinnó, „Sikisi hercegnő” néven is ismeretes. 1159-ben, valószínűleg még gyermek lányként a kiotói sintó Kamo-szentély főpapnője, 1197-ben pedig egy buddhista apácarend tagja lett. Feljegyzések tanúsítják, hogy többször is meglátogatta őt a kor két neves költője, Fudzsivara no Sunzei és fia, Fudzsivara no Teika. Előbbi Sikisi kilenc versét vette be a Szenzai vakasú című császári antológiába (valamint költészeti tanulmányt is írt a kérésére), a hercegnő további 49 verse pedig a kor legjelentősebb gyűjteményében, a Sinkokinsúban maradt fenn (minden női kor- és pályatársát megelőzte ezzel).